# فيليب بي. داونينج
فيليب بي. داونينج (بالإنجليزية: Phillip B. Downing)‏ هو مخترِع أمريكي، ولد في 1857، وتوفي في 1934.